# Kleines Donautor

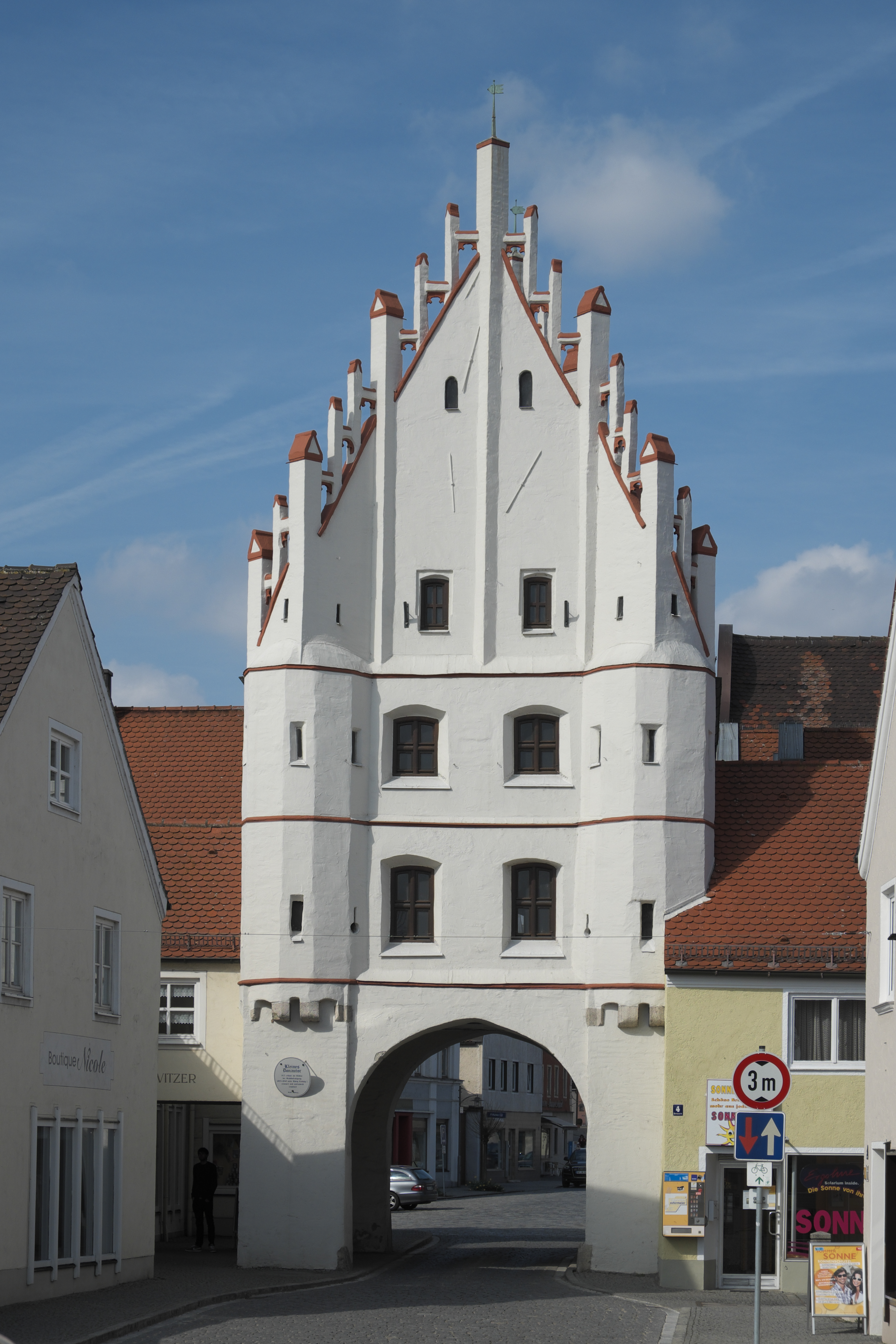
Das Kleine Donautor von der Feldseite gesehen

Das Kleine Donautor, auch Klein-Donau-Tor genannt, in Vohburg an der Donau, einer Stadt im oberbayerischen Landkreis Pfaffenhofen an der Ilm, wurde 1471 erbaut. Das Stadttor ist ein geschütztes Baudenkmal.

## Beschreibung
Das südliche Tor der ehemaligen Stadtbefestigung von Vohburg ist ein dreigeschossiger, giebelständiger und verputzter Massivbau mit Steilsatteldach. Der Giebel ist mit Fialen gestaltet und außenseitig mit polygonalen Eckerkern versehen. Die Durchfahrt bildet ein Rundbogen.